# Kantubek

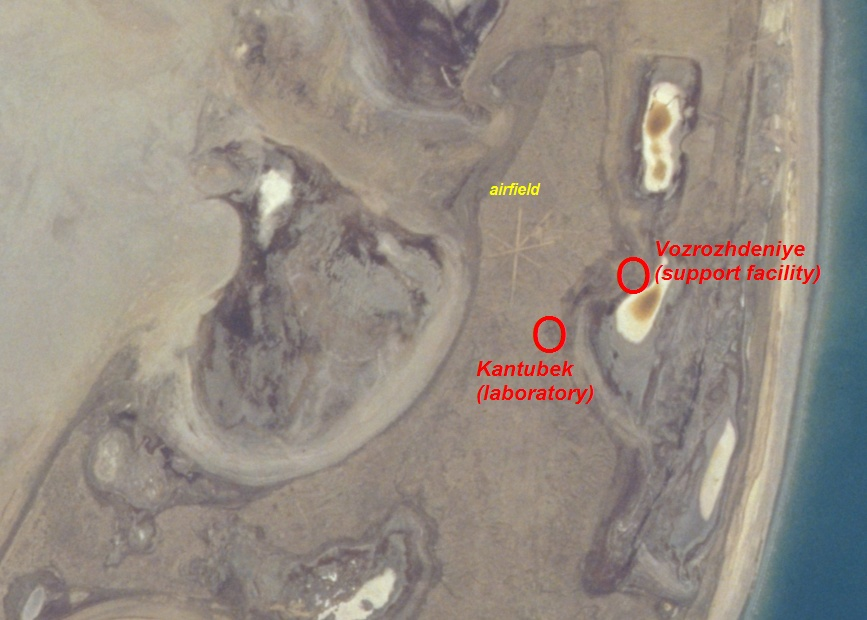
Lage der Stadt

Kantubek (Russisch: Кантубек) war eine Stadt auf der Insel der Wiedergeburt (Usbekistan) im Aralsee. Die Stadt ist noch auf Karten eingezeichnet, wird aber nicht mehr bewohnt und ist heute eine Geisterstadt. Kantubek hatte eine Bevölkerung von etwa 1500 Menschen.

## Geschichte
Ab den 1930er-Jahren, als Experimente mit Affen durchgeführt wurden, diente die Gegend als Deponie für biologische Waffen. Hier existierte ein dafür ausgerüstetes Labor der sowjetischen Behörde Biopreparat. 
Brian Hayes, ein Biochemie-Ingenieur der Defense Threat Reduction Agency des US-Verteidigungsministeriums, führte im Frühling und Sommer 2002 eine Expedition durch, um die wahrscheinlich weltgrößte durch Milzbrand verseuchte Fläche zu reinigen. Seine 113 Mitarbeiter konnten innerhalb von drei Monaten zwischen 100 und 200 Tonnen neutralisieren. Die Kosten der Reinigungsoperation betrugen etwa 5 Millionen US-Dollar.